# Römerstraße 44 (Worms)

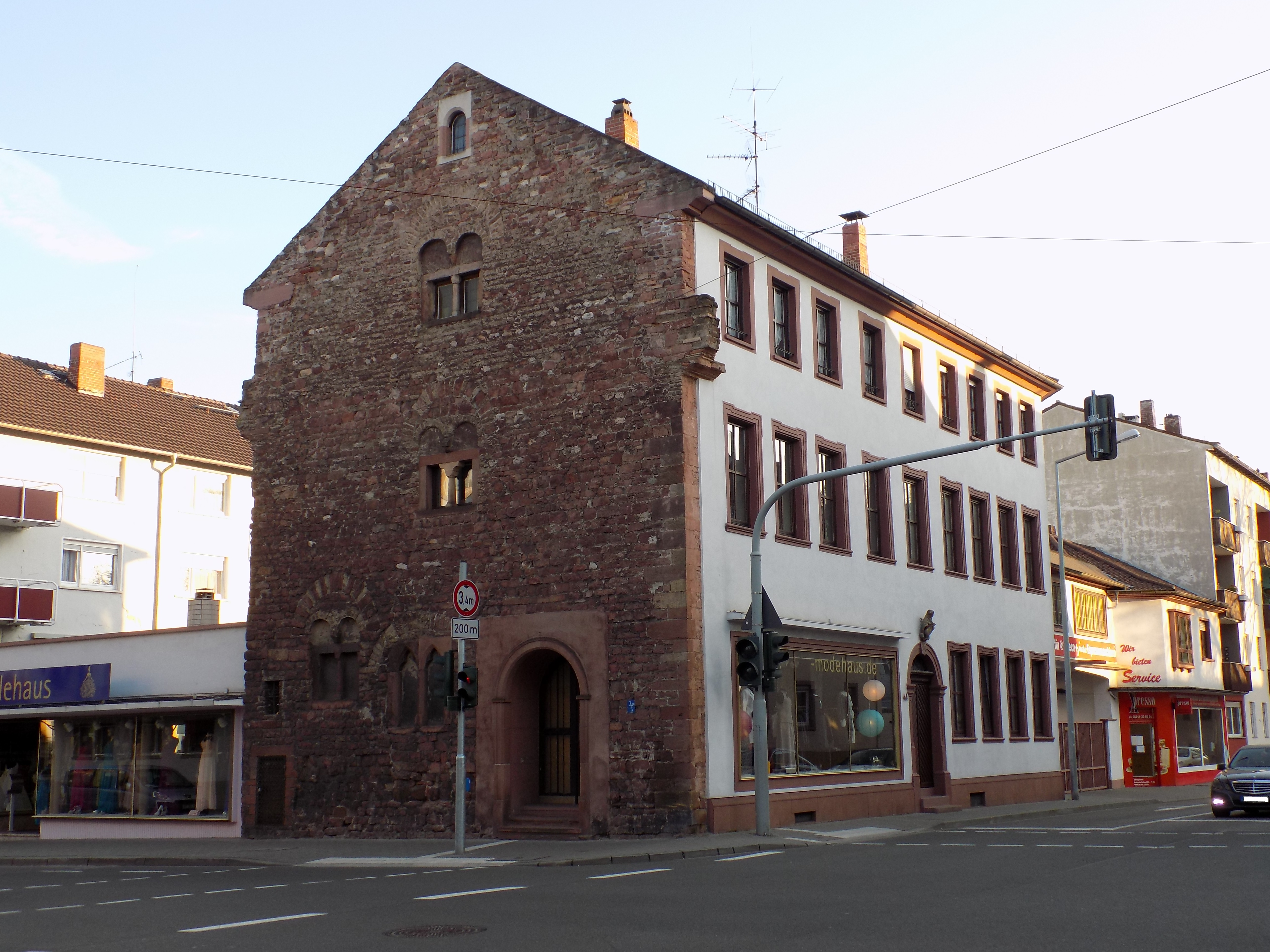
Haus Zur Trommel in Worms

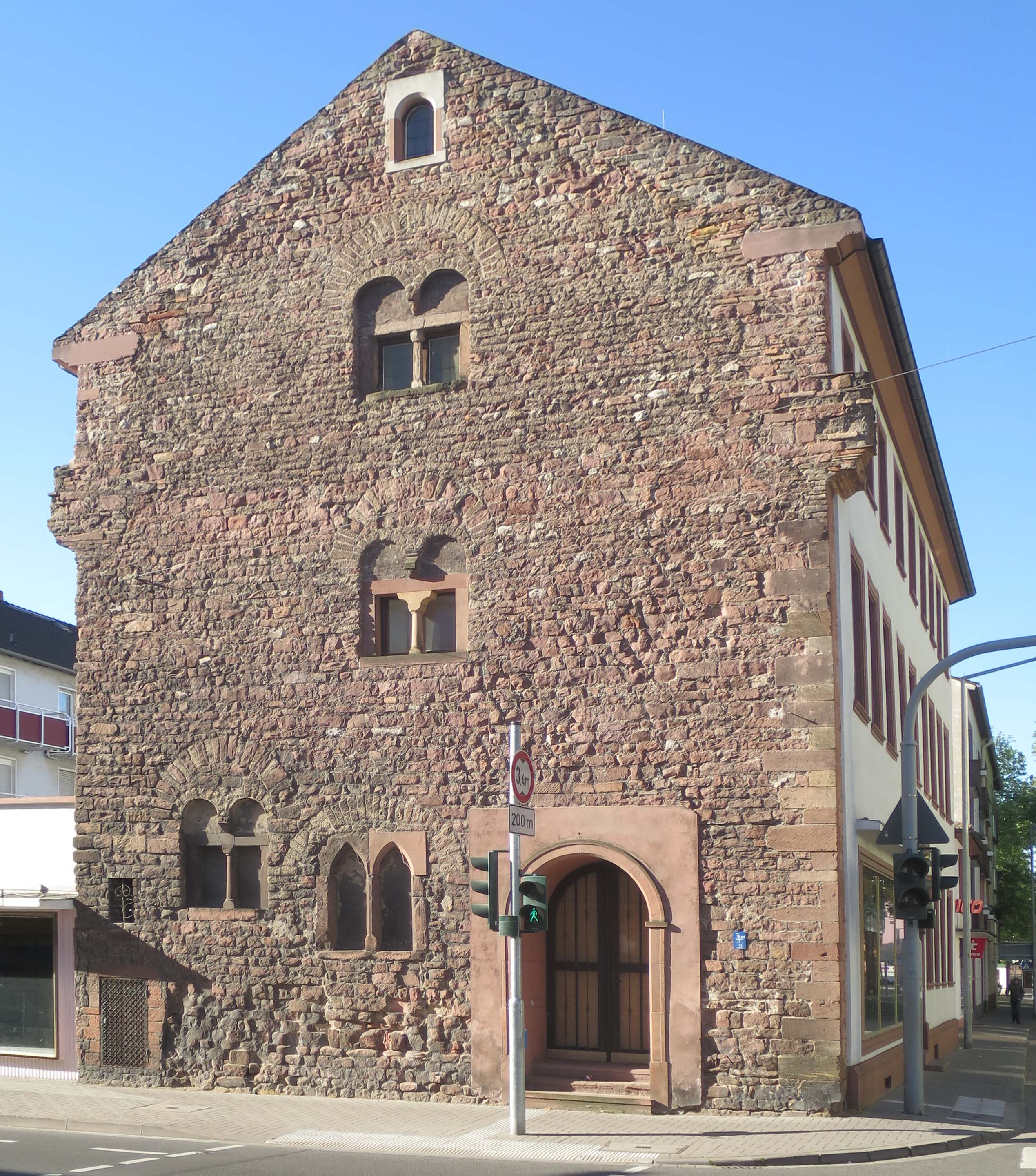
Nordfassade zur Petersstraße

Im Haus Römerstraße 44 in der rheinland-pfälzischen Stadt Worms ist als Nordwand die Fassade eines romanischen Wohn- und Geschäftshauses erhalten. Das Gebäude ist im Übrigen barocken Ursprungs und führte historisch die Bezeichnung Haus Zur Trommel.

## Geografische Lage
Das Haus steht im südöstlichen Innenstadtbereich an der Ecke von Römerstraße und Petersstraße. Die romanische Fassade bildet heute die Hausfront zur Petersstraße hin, während die Hauptfassade zur Römerstraße ausgerichtet ist.

## Geschichte
Das ursprüngliche romanische Gebäude ging spätestens 1689 anlässlich der Zerstörung der Stadt im Pfälzischen Erbfolgekrieg durch Truppen König Ludwig XIV. unter. 1712 wurde es durch einen barocken Neubau mit einem Obergeschoss ersetzt, das als Haus zur Trommel bezeichnet wurde. Der romanischen Fassade wurde spätestens im 18. Jahrhundert ein Gebäude vorgestellt, so dass sie die „Brandmauer“ zwischen dem Haus zur Trommel und dem zweiten wurde, dem Eckgebäude an der Kreuzung von Römerstraße und Petersstraße. Die Petersstraße war eine Gasse und damals erheblich schmaler als heute. Der Anbau wurde bei den Luftangriffen auf Worms im Zweiten Weltkrieg zerstört und nicht mehr aufgebaut, stattdessen die Petersstraße verbreitert. Erst dadurch kam die romanische Fassade wieder zum Vorschein, wurde erhalten und restauriert. Beim Wiederaufbau nach dem Zweiten Weltkrieg wurde dem Haus zur Trommel ein weiteres Geschoss aufgesetzt und nach 1950 in die Hälfte der Fassade des Erdgeschosses zur Römerstraße hin ein Schaufenster eingebrochen.

## Baubeschreibung

### Romanische Fassade
Die romanische Fassade stammt aus der Zeit um 1200, als steinerne Wohngebäude in Worms noch recht selten waren. Über dem Erdgeschoss sind zwei weitere Vollgeschosse sowie ein Dachgeschoss erhalten. Diese beiden Obergeschosse weisen jeweils nur ein Fenster, jeweils ein gekuppeltes Fenster mit Rundbogen und einem darüber liegenden Entlastungsbogen, auf. Sie liegen in der Fassade mittig. Im Erdgeschoss gibt es ein weiteres gekuppeltes Fenster mit Rundbögen, das allerdings nach links versetzt ist. Knapp daneben wurde um 1300 ein gotisches Doppelfenster mit darüber liegendem runden Entlastungsbogen eingebaut. Rechts befindet sich im Erdgeschoss eine Eingangstüre unbekannter Zeitstellung. Im Giebeldreieck befindet sich ein weiteres rundbogiges Fenster, von dem ebenfalls nicht bekannt ist, von wann es stammt.

### Übriges Gebäude

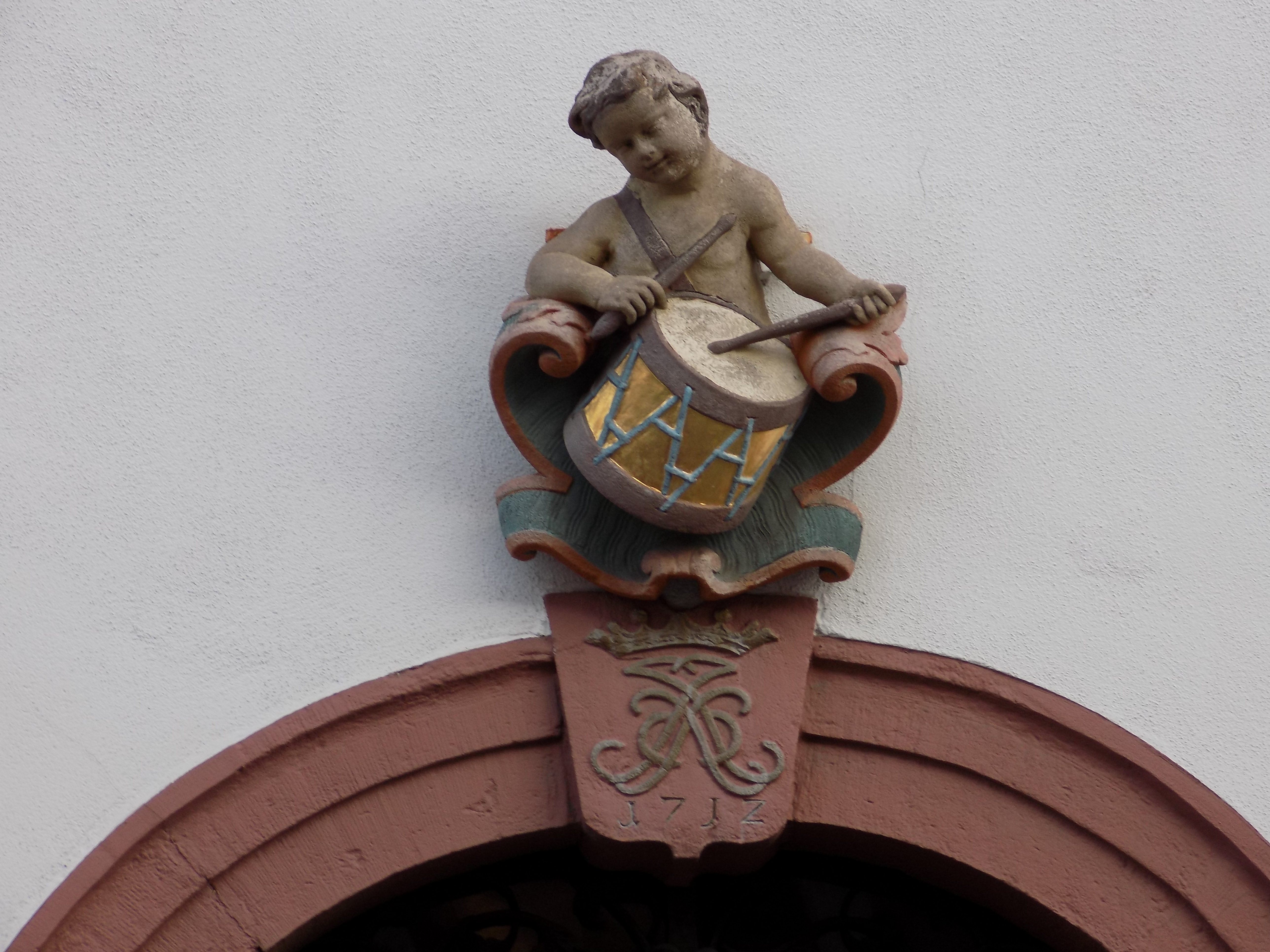
Hauszeichen: Putte mit Trommel über dem Eingang

Das Haus, dessen Nordabschluss die romanische Wand heute bildet, stammt aus dem Barock. Seine Hauptfassade weist zur Römerstraße hin. Es handelt sich um einen dreigeschossigen, neunachsigen Bau mit Rundbogenfenstern. Am Scheitelstein des Türbogens des Eingangs befindet sich die Jahreszahl 1712 und darüber eine Putte die auf einer Trommel schlägt. Dieses Hauszeichen gab dem Gebäude seinen Namen. Es ist eines der wenigen erhaltenen Hauszeichen in Worms. Der zweite Stock wurde erst nach dem Zweiten Weltkrieg aufgesetzt.

## Bedeutung
Die romanische Fassade ist der einzige oberirdisch erhaltene Teil eines romanischen Bürgerhauses in Worms. Das Gebäude ist ein Kulturdenkmal aufgrund des Rheinland-Pfälzischen Denkmalschutzgesetzes.